# 王建国 (1962年)
王建国（1962年11月—），中华人民共和国政治人物、医生。河南西平人，1985年8月参加工作，1995年8月加入中国共产党，医学博士，主任医师。曾任天津市政协副主席、天津市卫生健康委员会党委书记等职务。

## 生平
早年就读天津医学院口腔系口腔医学专业，毕业后成为天津市第二中心医院口腔科医生、主任，天津市人民医院口腔科主任、医务部主管，天津市口腔医院副院长、党委副书记、院长。
2009年7月从政後长期在卫生系统任职，先后任天津市卫生局副局长，天津市卫生计生委党委副书记、副主任。任天津市卫生计生委党委书记，天津市卫生计生委主任。天津市中医药管理局局长等职务。2021年1月，他当选第十四届天津市政协副主席，直到2025年1月去职。